# Оушън Одиси
„Оушън Одиси“ (на английски: Ocean Odyssey, „Океанска одисея“, Платформа „Одисей“) е самоходна полупотопяема сондажна платформа, модифицирана да служи като платформа за изстрелване на космически апарати от компанията Sea Launch. Работи заедно с командния кораб Sea Launch Commander.
В сегашния си вид е дълга 133 метра и около 67 метра широка. Празна има тонаж 30 000 тона, а при полупотопено положение – 50 600 тона. Може да поддържа 68 души екипаж и персонал за изстрелванията. По време на пътуването към стартовата точка ракетата се съхранява при контролирани условия в голям хангар, който я изважда и изправя преди зареждането с гориво и изстрелването.